# Teoría miasmática de la enfermedad

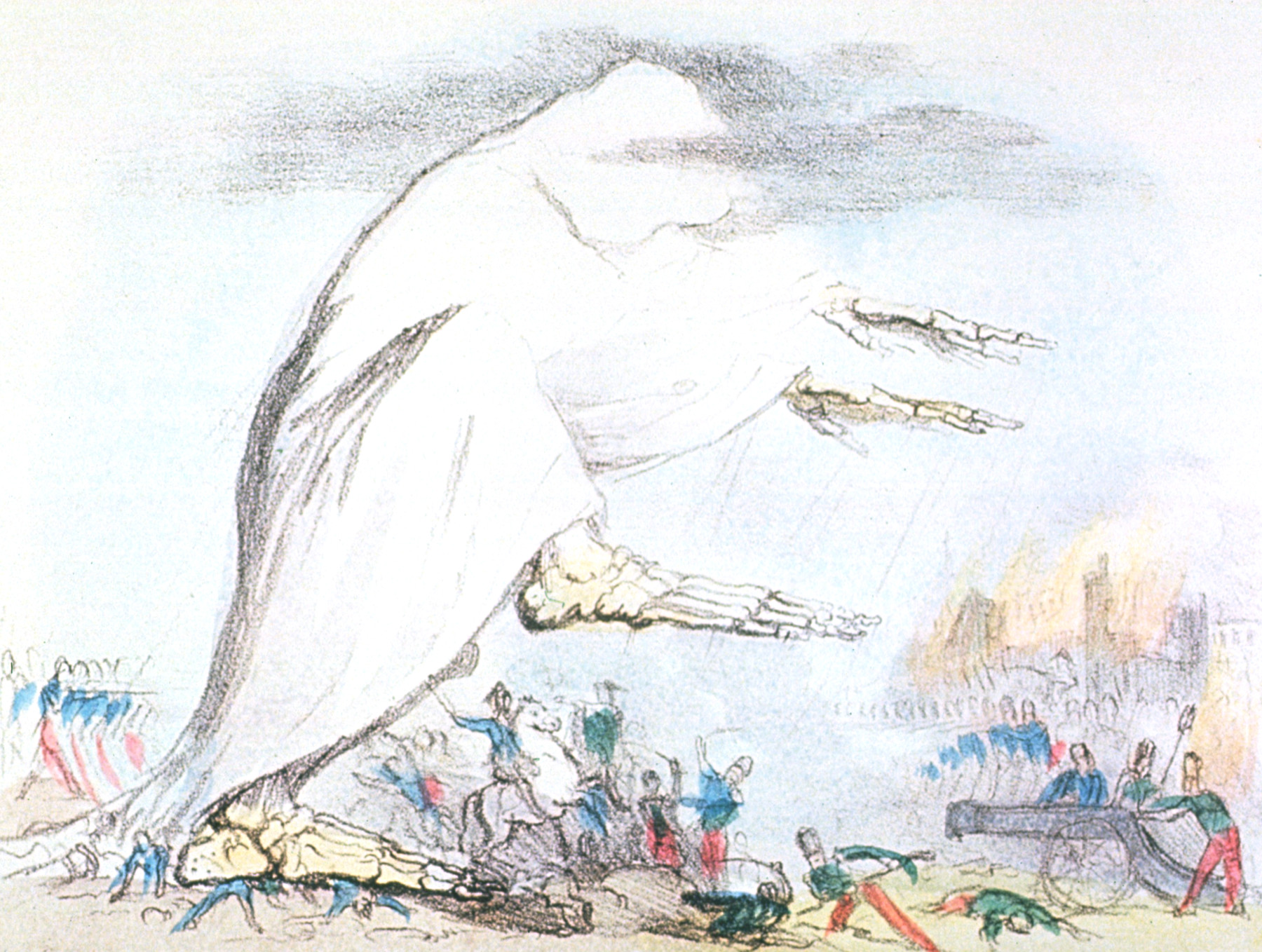
Representación de una epidemia de cólera del donde se ilustra la propagación de la enfermedad en forma de aire venenoso.

La teoría miasmática de la enfermedad o solamente teoría miasmática fue una teoría formulada por Thomas Sydenham (1624-1689) y Giovanni María Lancisi (1654-1720). Según esta teoría los miasmatas, que eran el conjunto de emanaciones fétidas de suelos y aguas impuras, eran la causa de enfermedad.

## Origen
El químico alemán Justus von Liebig retoma la teoría de los miasmas, asegurando que la fermentación de la sangre produce gases tóxicos responsables de las más variadas enfermedades, como el cólera, viruela y sífilis; el aire transportaba estos gases que se combinaban con otros provenientes de la descomposición de la materia orgánica en la Tierra.
Esta teoría parecía explicar por qué las epidemias eran comunes en los barrios sucios y malolientes de la gente pobre e impulsó campañas públicas, que en vez de prestar atención a la salud de la población, únicamente se preocupaban por las condiciones ambientales. Una de sus mayores defensoras era Florence Nightingale.

## Antecedentes grecorromanos
En la mitología griega el vocablo μίασμα 'miasma' significaba «contaminación». Se trataba de una especie de vapor o mal aire enviado por los dioses, que tenía vida propia y que solamente podía ser purgado con la muerte sacrificial de lo malo, es decir, reparando el daño. Mientras no se subsanara, el individuo, el colectivo o la sociedad afectada seguiría sufriendo el castigo divino.
La sucesión de muertes por epidemias era, en el imaginario romano, un castigo divino por alguna acción que debían reparar: se realizaban rituales y sacrificios para apaciguar la ira de los dioses. Este agravio podía ser cometido por una causa que no tenía por qué estar relacionada con el mismo general. Por ejemplo, la ejecución errónea de un ritual en la urbs, podía ser el detonante de esta ira que podía recaer sobre la legión.